# Municipio de Guadalupe Etla
El municipio de Guadalupe Etla (Guadalupe en honor a la Virgen de Guadalupe. Etla proviene de los vocablos "etl" y "tla" que significan frijol y abundancia respectivamente) es uno de los 570 municipios que conforman al estado de Oaxaca, México.
No se tienen información sobre la fundación de este Municipio. Este pueblo fue fundado por algunas familias provenientes de Soledad Etla que llegaron a establecerse en estos terrenos y fueron poblándolos hasta fundar lo que hoy es Guadalupe Etla.
Se localiza en la región centro del estado de Oaxaca, en la Región de los Valles Centrales, pertenece al Distrito de Etla. Se ubica en las coordenadas 96° 49' longitud oeste, 17° 10' latitud norte y a una altitud de 1,600 metros sobre el nivel del mar. Limita al norte con el municipio de Reyes Etla y el municipio de Villa de Etla; al sur con Santa María Atzompa al oriente con el municipio de San Pablo Etla; al poniente con Soledad Etla y San Lorenzo Cacaotepec.

## Cultura
Aunque Guadalupe Etla es un municipio pequeño, el Monumento histórico de la localidad es un templo que data del siglo XVII

## Flora
Árboles: como pinos, sauces, pipe, acote, encina amarillo, encino chaparro, encino, madroño blanco y negro, cuatle, timbre, agarroble, palo de águila, sauces, pino, tepehuajes y fresnos.
Entre los árboles frutales se encuentran: guayaba, anona, huaje, aguacate, naranja limón, limar, zapote. 
Plantas comestibles: quelite, chepil. guía de calabaza, chepiche, albahacar, pitiona, manzanilla, hierbabuena, poleo y hierba maestra. 
Plantas de ornato o decoración: Hay muy pocas plantas de ornato entre las que se mencionan se encuentran las enredaderas, laurel blanco, las palmas la bugambilia, llamarada y jazmín. En tanto que en las orillas del río hay abundantes carrizales.

## Fauna
La fauna está integrada por los animales característicos de la región: coyote, tlacuache, tejón, zorro, ardilla, coralillo, víbora de cascabel, corredoras, flechador, escorpiones, viudas negras., el ganado mayor consiste en especies como vaca, cebú, toro, caballo y burro.
Entre el ganado menor se cuenta con chivos, guajolotes, gallinas, becerro y conejo.
Los animales domésticos son perros, gatos, pericos y aves cantoras.
Aves silvestres: se encuentran el gavilán y los sanates y entre los insectos se encuentran las hormigas, los zancudos. las moscas.

## Historia
Se tiene noticia de que el cacique Sebastián Ramírez de León junto con otras personas donó el terreno en donde hoy se asienta el municipio, además de comprar terrenos al pueblo de Guelache.